# Dora Brilliant
Dora Brilliant, née en 1879 (?) à Kherson en Ukraine (Empire russe), morte le 27 octobre 1907 à Saint-Pétersbourg, est une révolutionnaire russe active à la fin du XIXe siècle et au début du XXe siècle.

## Biographie
Dora Vladimirovna Brilliant est née en 1879 (ou en 1880) à Kherson en Ukraine dans une famille de marchands juifs. Élève au lycée de Kherson, elle entreprend ensuite une formation de sage-femme. En 1902, elle rejoint le Parti socialiste révolutionnaire dont elle devient un membre actif du comité de Kiev. Boris Savinkov, dans ses mémoires, la décrit ainsi :
"Vers la même époque, à Kiev, je fis la connaissance de Dora Brilliant. Dora Vladimirovna Brilliant avait été recommandée pour le travail terroriste par Pokotilov qui l'avait intimement connue à Poltava. Je découvris Dora Brilliant rue Jilianskaïa, dans une chambre d'étudiante. Elle était plongée jusqu'au cou dans les affaires des comités révolutionnaires locaux, et son logement ne désemplissait pas de camarades qui, à tout instant, allaient et venaient pour des affaires de conspiration. De petite taille, des cheveux d'un noir de jais, des yeux immenses et ténébreux, Dora Brilliant, dès notre première rencontre, me parut un être dévoué fanatiquement à la révolution. Depuis longtemps, elle rêvait de changer d'activité et de passer du travail de comité au travail de combat. Je fus aussitôt convaincu qu'elle allait devenir une militante précieuse et dévouée pour l'organisation".
Le 15 juillet 1904, elle se trouve à Saint-Pétersbourg lors de l'assassinat du ministre de l'intérieur Viatcheslav Plehve et participe, le 4 février 1905 à Moscou, à celui du grand-duc Serge Alexandrovitch. Au début du mois de décembre 1905, Dora Brilliant est arrêtée à Saint-Pétersbourg. Elle meurt folle en octobre 1907 à la Forteresse Pierre-et-Paul.

## Source
- (de) Cet article est partiellement ou en totalité issu de l’article de Wikipédia en allemand intitulé « Dora Brilliant » (voir la liste des auteurs).